# 比索史杜福特足球會
比索史杜福特足球會（英語：Bishop's Stortford Football Club）是一支位於英格蘭東部赫特福德郡畢曉普斯托福德的足球俱樂部，現時於英格蘭足球南部聯賽超聯組中部作賽。

## 榮譽
- 英格蘭足總業餘盃（FA Amateur Cup）
  - 冠軍：1974；
- 英格蘭足總錦標（FA Trophy）
  - 冠軍：1981；
- 斯坦斯特德及鄰近地區聯賽（Stansted & District League）
  - 冠軍：1910–11, 1912–13, 1919–20；
- 薩弗倫沃爾登及鄰近地區聯賽（Saffron Walden & District League）
  - 冠軍：1911–12, 1912–13, 1913–14；
- 東赫特斯甲組聯賽（East Herts League）
  - 冠軍：1919–20；
- 斯巴達聯賽（Spartan League）
  - 乙組(東)冠軍：1931–32；
- 特耳非聯賽（Delphian League）
  - 冠軍：1954–55；
- 雅典人聯賽（Athenian League）
  - 超聯組冠軍：1969–70；
  - 甲組冠軍：1965–66；
- 依斯米安甲組聯賽（Isthmian League）
  - 冠軍：1980–81, 1993–94；
- 赫特斯高級盃（Herts Senior Cup）
  - 冠軍：1932–33, 1958–59, 1959–60, 1963–64, 1970–71, 1972–73, 1973–74, 1975–76, 1986–87, 2005–06, 2009–10, 2011–12；
  - 亞軍：1954–55, 1976–77, 1988–89；

## 外部連結
- Official website （页面存档备份，存于）